# Mirosław Stecewicz
Mirosław Stecewicz (ur. 26 marca 1930 w Warszawie, zm. 21 grudnia 2017) – polski pisarz, poeta, dziennikarz i tłumacz języka rosyjskiego. Autor licznych książek dla dzieci, a także blisko 20 tomików wierszy. Zajmował się również problematyką stymulowania pracy koncepcyjnej i kreowania talentów.

## Życiorys
Urodził się w rodzinie Mieczysława, zawodowego wojskowego, i Heleny Dobrzańskiej (1903–1969), nauczycielki. Podczas II wojny światowej wraz z rodziną został zesłany na Syberię.
Po wojnie mieszkał w Zgorzelcu, gdzie w 1949 roku zdał maturę. Rozpoczął studia na Wydziale Mechanicznym Politechniki Gdańskiej, których ostatecznie nie ukończył. W 1956 roku debiutował fraszkami i utworami prozą z cyklu Androszki, w dwutygodniku studentów Wybrzeża „Kontrasty” nr 2. Swoje wiersze i opowiadania oraz felietony publikował także w „Dzienniku Bałtyckim” (1956–1959, 1969–1983), „Poglądach” (1957), „Uwadze” (1957–1958), „Głosie Wybrzeża” (1958–1960, 1971–1983), „Pomorzu” (1958–1963), „Literach” (1962–1974), „Wieczorze Wybrzeża”, „Autografie” (1989) i „Gazecie Gdańskiej”. W latach 1957–1960 działał w gdańskiej grupie studenckiej poetów, malarzy i muzyków Szkoła Grafomanów, której był współzałożycielem, a od 1959 do ok. 1963 - w Gdańskiej Grupie Młodych. W latach 1970–1984 był dziennikarzem „Głosu Stoczniowca”. W 1972 roku został członkiem Stowarzyszenia Dziennikarzy Polskich.
W 1975 roku związał się z teatrem, zakładając Teatrzyk Piosenek Prapremierowych „Czarny Koń”, a w 1979 roku Domową Galerię Interpretacji. Pisał scenariusze do widowisk telewizyjnych i słuchowisk radiowych. 

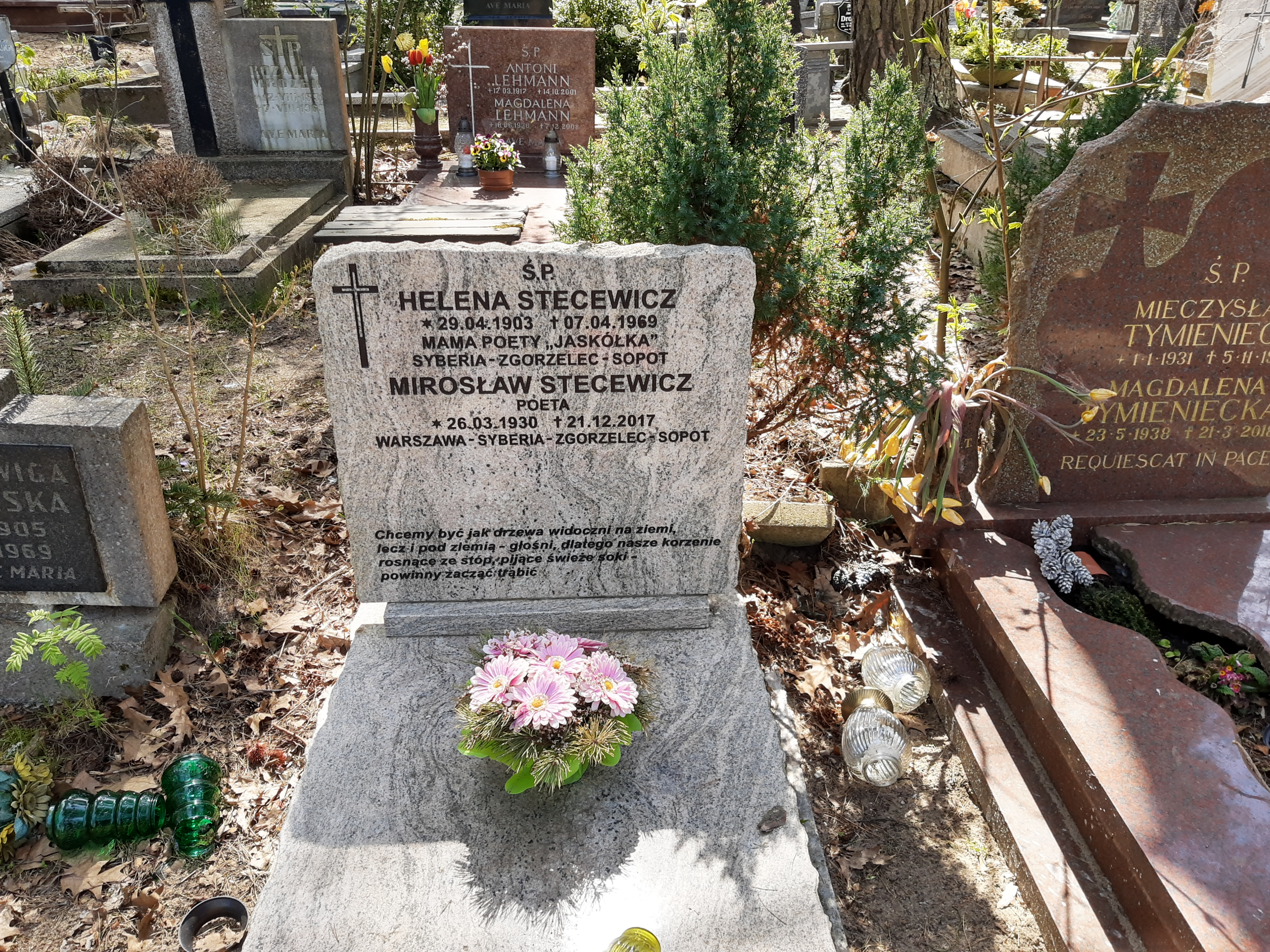
Grób Mirosława Stecewicza na cmentarzu katolickim w Sopocie

Od 1959 roku był mężem Joanny Górskiej, tancerki, solistki Opery Bałtyckiej. Mieszkał w Sopocie.
Pochowany 27 grudnia 2017 roku cmentarzu katolickim w Sopocie (kwatera F5-15-4).

### Prace naukowe
- Inżynieria twórczego myślenia: samouczek stymulowania pracy koncepcyjnej, Gdańsk 1999

### Wiersze
- Blaszane liście, Gdynia 1959
- Jeźdźcy do kwiatów, Kraków 1966
- Tyrady: wiersze dla inżynierów, Gdynia 1967
- Kochankowie w kuchni Nezvala, Gdańsk 1972
- Kontynent, Gdańsk 1974
- Wyspa cdn, Gdańsk 1978
- Równaj do Mileny ; Człowiek Batalion, Gdańsk 1980
- Szczęśliwy zmierzający, Warszawa 1981
- Mur, Gdańsk 1983
- Listonosz na śniegu, Kraków 1984
- Droga jednego człowieka, Gdańsk 1985
- Lenistwa kochania, Warszawa 1987
- Seans: (poematy-dialogi) [1985-1996], Gdańsk 1996
- Czerwona poduszka i owad: (wiersze 1994-1996), Gdańsk 1996
- Muzykę każdy widzi: (poematy) 1991-1996, Gdańsk 1996
- Skały, fale, rafy – chwała żaglowcom: czerwiec–lipiec 1998: (poematy morskie), Gdańsk 1998
- Bruegel – Borges: komunikacja: kwiecień–maj 1998: (poematy), Gdańsk 1998

### Książki i komiksy dla dzieci
- Latający ludzie [komiks], Warszawa 1990 (ilustr. A. Sabkowski)
- Na wyspie Umpli-Tumpli. [Cz.] 1, Gdańsk 1985
- Na wyspie Umpli-Tumpli. [Cz.] 2, Gdańsk 1987
- Łakomy pancernik i inne bajki z wyspy Umpli-Tumpli, Kraków 1986
- Stacja bezsennych lokomotyw, Szczecin 1986
- Awantura z jaszczurami. Cz. 1-2 [komiks w planach, nigdy się nie ukazał], (ilustr. Sławomir Jezierski)
- Chłopiec z bębnem na głowie, Bydgoszcz 1988 (współautor: Leon Korn, ilustr. Sławomir Jezierski)
- Latająca ośmiornica: Bajki malarskie, Katowice 1988 (współautor: Leon Korn, ilustr. Sławomir Jezierski)
- Nowa wyspa skarbów [komiks], Szczecin 1988 (ilustr. Jerzy Wróblewski)
- Pięć żelaznych słoni: Bajki malarskie, Warszawa 1988 (współautor: Leon Korn, ilustr. Sławomir Jezierski)
- Wulkany cioci Titli, Bydgoszcz 1988 (współautor: Leon Korn)
- Bal maskowy [Komiks], Gdynia 1989 (ilustr. J. Kiwerski)
- Formiki z kosmosu. Powrót na wyspę [Komiks], Gdynia 1989 (ilustr. G. Figas)
- Miasto z chmur [komiks], Gdańsk 1989 (ilustr. Jerzy Wróblewski)
- Wieża z bielą, Warszawa 1989 (współautor: Leon Korn, ilustr. Sławomir Jezierski)
- Fajeczka Żołnierza Cybuchowicza, Gdańsk 1990 (współautor: Leon Korn)
- Fioletowy ptak o wielkich oczach, Gdańsk 1990 (współautor: Leon Korn)
- Kosmiczne ZOO, Gdańsk 1990 (ilustr. J. K. Kiwerscy)
- Kupcy z kosmosu [komiks], Gdynia 1990 (ilustr. Jerzy Wróblewski)
- Niebieskie dzieci. Cz. 1-2 [komiks], Gdynia 1990 (ilustr. A. Szadkowski)
- Olbrzymy na wyspie [komiks], Warszawa 1990 (ilustr. Sławomir Jezierski)
- Pojedynek czarodziejów, Warszawa 1990 (współautor: Leon Korn, ilustr. Jerzy Wróblewski)
- Tortowy hipopotam: Bajki malarskie, Warszawa 1990 (współautor: Leon Korn)

## Udział w antologiach i publikacjach zbiorowych
- Almanach Młodych: proza i poezja : 1962/3, wstęp Stanisław Zieliński, Warszawa 1965
- Beethoven w poezji polskiej XX wieku, [wybór wierszy Zbigniew Kościów, Opole 1981
- Poeci pomorscy: almanach, red. Maria Kowalewska, Gdynia 1962
- Poeci pomorscy: almanach. 2,  wybór tekstów Jerzy Kwiatkowski, Gdynia 1964
- Szedł czarodziej:  antologia wierszy dla dzieci,  wybór i oprac. Wiesław Kot, Rzeszów 1986

## Odznaczenia
- Srebrny Krzyż Zasługi (1976)
- Odznaka honorowa „Zasłużonym Ziemi Gdańskiej” (1980)

Źródło:.